# Década de 220 a.C.
Séculos: (Século IV a.C. - Século III a.C. - Século II a.C.)
Décadas: 270 a.C. 260 a.C. 250 a.C. 240 a.C. 230 a.C. - 220 a.C. - 210 a.C. 200 a.C. 190 a.C. 180 a.C. 170 a.C.
Anos:
```
229 a.C.
 - 
228 a.C.
 - 
227 a.C.
 - 
226 a.C.
 - 
225 a.C.
 - 
224 a.C.
 - 
223 a.C.
 - 
222 a.C.
 - 
221 a.C.
 - 
220 a.C.
```